# Западная сумчатая мышь
Западная сумчатая мышь, или западноавстралийская сумчатая мышь (лат. Dasykaluta rosamondae) — единственный вид из рода западноавстралийских сумчатых мышей семейства хищные сумчатые. Эндемик Австралии.

## Научная классификация
Вид был впервые описан в 1964 году и включён в состав рода сумчатых мышей (лат. Antechinus). Однако в 1982 году австралийский палеонтолог Майк Арчер включил вид в самостоятельный род западноавстралийских сумчатых мышей (лат. Dasykaluta).

## Распространение
Обитает в австралийском штате Западная Австралия на территории региона Пилбара, национальных парков Карнарвон, Рудалл-Ривер и Кеннеди-Рейндж, а также Малой Песчаной пустыни.
Естественная среда обитания — туссоковые луга на песчаных равнинах и дюнах.

## Внешний вид
Длина тела с головой колеблется от 90 до 110 мм, хвоста — 55-70 мм. Вес варьирует от 20 до 40 г. Волосяной покров жёсткий. Имеет красно-бурый покров по бокам, на брюхе, крестце и лапах, а также белые участки на брюхе. Морда длинная, заострённая. Уши небольшие, изогнутые. Задние лапы очень широкие. Выделяется первый палец. Подушечки поперечнополосатые. Внешне схожи с гребнехвостыми сумчатыми мышами, одно отличаются размерами, окрасом и отсутствием чёрного гребня на хвосте.

## Образ жизни
Активность приходится на ночь. День проводят в норах, сделанных из спинифекса. Ночью охотятся на насекомых и ящериц. Любознательные, имеют привычку махать своим толстым, сужающимся к концу хвостом по воздуху, исследуя окрестности.

## Размножение
Период размножения приходится на сентябрь. Вскоре после оплодотворения самки все самцы в колонии погибают. Беременность длится в среднем 50 дней. Детёныши появляются на свет в ноябре. В приплоде до 8 детёнышей. Количество сосков у самки — 8. Молодняк отлучается от груди примерно через 113 дней. Половая зрелость наступает примерно через 300 дней. Максимальная продолжительность жизни — около трёх лет.